# Stephanocereus

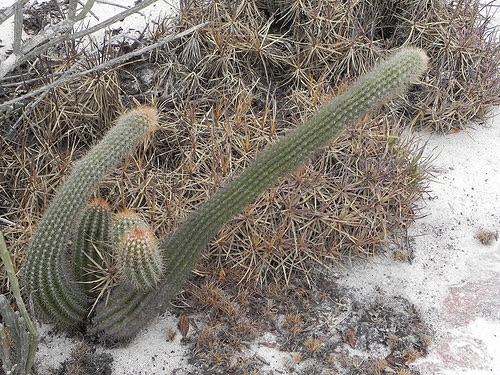
Stephanocereus luetzelburgii

Stephanocereus ist eine Pflanzengattung aus der Familie der Kakteengewächse (Cactaceae). Der botanische Name der Gattung leitet sich vom griechischen Substantiv „στέφανος“ (stephanos) für Kranz ab,  bedeutet Kranz-Cereus und verweist auf das kranzartige Cephalium an den Triebspitzen.

## Beschreibung
Die Arten der Gattung Stephanocereus wachsen manchmal baumartig, sind nicht verzweigt oder treiben gelegentlich aus der Basis heraus. Sie erreichen eine Wuchshöhe von 1 bis 5 Meter. Die anfangs kugel- oder eiförmigen Triebe sind später verlängert bis säulenförmig bis flaschenförmig. Die 12 bis 20, niedrigen Rippen tragen Areolen aus denen reichlich weiße Wolle entspringt, die den Trieb verdecken. Die 1 bis 4 Mitteldornen sind weiß bis goldfarben und 3 bis 4 Zentimeter lang. Die gelben bis weißen, 15 bis 20 Randdornen sind 0,5 bis 1,5 Zentimeter lang. Das Cephalium befindet sich an der Triebspitze oder ist ringartig. Es besteht aus dichten Borsten, weißer Wolle und Haaren.
Die röhren- bis trichterförmigen Blüten sind weiß bis manchmal leicht rosafarben und 2,6 bis 7 Zentimeter lang. Sie öffnen sich in der Nacht. Das Perikarpell und die Blütenröhre besitzen einige verstreute kleine Schuppen und kahle oder wenig weiß bewollte Areolen.
Die ei- bis ellipsenförmigen, kahlen, nicht aufreißenden Früchte sind blau bis etwas purpurgrün. Der dauerhafte Blütenrest wird schwarz. Das Fruchtfleisch ist wasserklar. Die großen, ei- bis birnenförmigen Samen sind schwarz und gehöckert.

## Verbreitung und Systematik
Die Gattung Stephanocereus ist im brasilianischen Bundesstaat Bahia verbreitet.
Die Erstbeschreibung erfolgte 1926 durch Alwin Berger. Die Typusart der Gattung ist Stephanocereus leucostele.

### Systematik nach N.Korotkova et al. (2021)
Die Gattung umfasst die folgenden Arten:
- Stephanocereus leucostele (Gürke) A.Berger
- Stephanocereus luetzelburgii (Vaupel) N.P.Taylor & Eggli

Synonyme der Gattung sind Coleocephalocereus subg. Lagenopsis Buxb. (1972), Pilosocereus subg. Lagenopsis (Buxb.) P.J.Braun (1988), Stephanocereus subg. Lagenopsis N.P.Taylor & Eggli (1991), Lagenocereus Doweld (2002) und Lagenosocereus Doweld (2002).

### Systematik nach Anderson/Eggli (2005)
Zur Gattung gehören die beiden Arten:
- Stephanocereus leucostele (Gürke) A.Berger
- Stephanocereus luetzelburgii (Vaupel) N.P.Taylor & Eggli

Ein Synonym der Gattung ist Lagenosocereus Doweld (2002).

## Nachweise

## Weiterführende Literatur
- Patricia Soffiatti, Veronica Angyalossy: Anatomy of Brazilian Cereeae (subfamily Cactoideae, Cactaceae): Arrojadoa Britton & Rose, Stephanocereus A. Berger and Brasilicereus Backeberg. In: Acta Botanica Brasilica. Band 21, Nummer 4, 2007, S. 813–822 (doi:10.1590/S0102-33062007000400006).